# Institut San Sebastián de Yumbel
L'Instituto San Sebastián de Yumbel, originalment conegut com a Seminario de San Sebastián de Yumbel és una escola catòlica privada a Xile, Yumbel. És una de les institucions més antigues de la regió del Bio Bio i té un paper important tant en la comuna de Yumbel i els seus voltants.

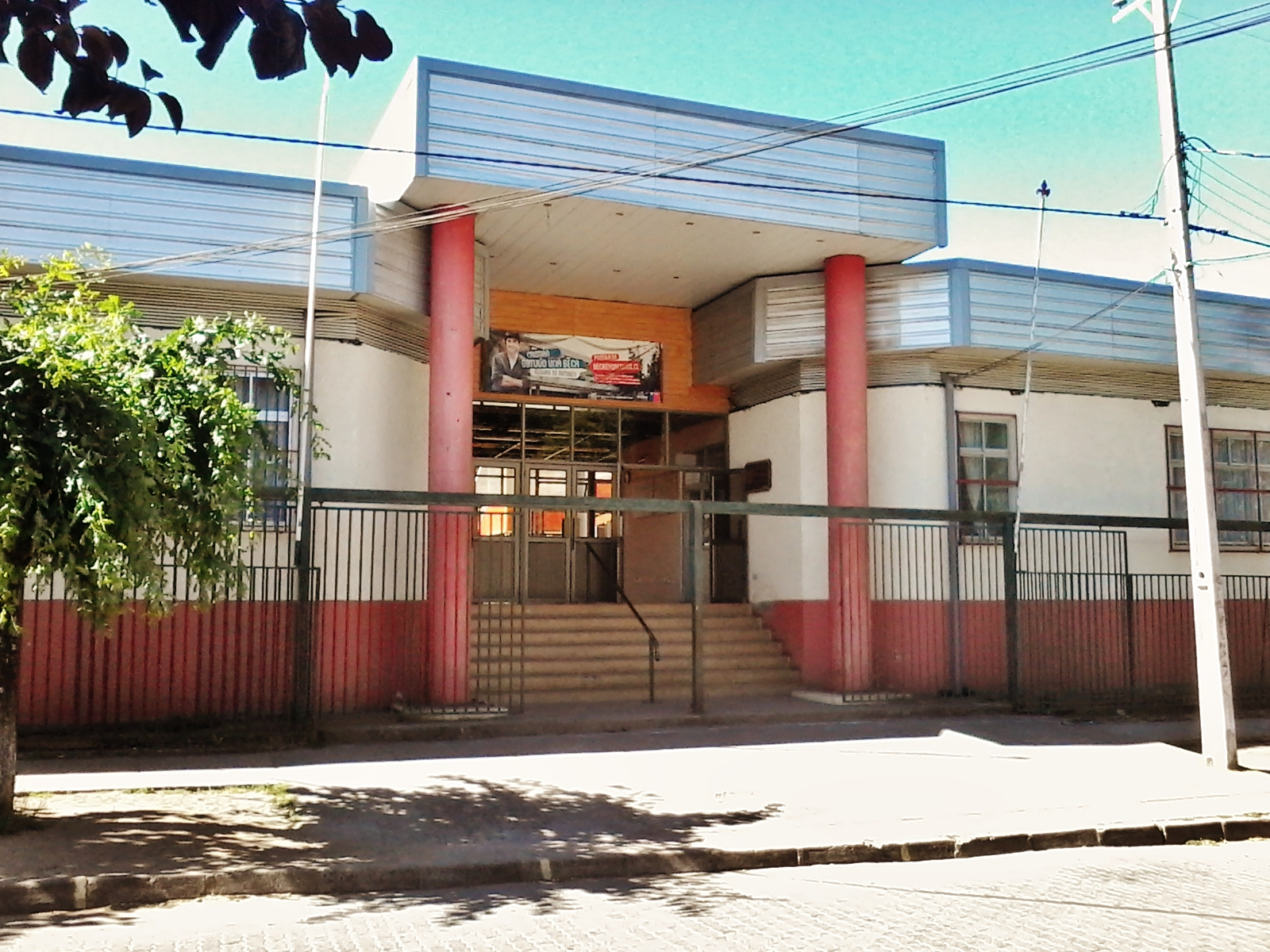
Annex de l'Escola, ubicat a Quezada # 451, on s'imparteix educació als estudiants secundaris.

Va ser fundada el 6 d'octubre de 1879, per l'arquebisbe José Hipólito Salas amb el nom de Seminario de Sant Sebastián de Yumbel amb el nom del patró de la ciutat, Sant Sebastià. El 1905 va prendre el seu nom actual. Ofereix cursos d'educació d'adults des de 1881 i el pre-escolar des de 1920.
Actualment el propietari és la Fundación Cristo Rey de Concepción, que integra cinc escoles. L'escola rep suport financer del Govern de Xile per la qualitat d'escola privada subvencionada.